# Jan Claesz. Rietschoof
Jan Claesz. Rietschoof (Hoorn, gedoopt 21 mei 1652 - aldaar, 3 november 1719) was een Noord-Nederlandse kunstschilder en tekenaar.

## Leven en werk
Rietschoof werd in 1652 in Hoorn geboren. Hij werd als schilder opgeleid door de schilders Abraham Liedts en Ludolf Bakhuizen. Hij ging zich onder invloed van Bakhuizen toeleggen op het schilderen van zeegezichten.
Werken van Rietschoof bevinden zich in de collecties van het Rijksmuseum Amsterdam, van Het Scheepvaartmuseum  in Amsterdam, van de Royal Museums Greenwich en van het Westfries Museum in Hoorn. In 2005 werd er een aantal schilderijen uit het Westfries Museum gestolen, waaronder een werk van Rietschoof "Gezicht op het Oostereiland".
Rietschoof trouwde op 5 januari 1676 te Hoorn met Marrytge Hendriks, een weduwe afkomstig uit Amsterdam. Uit dit huwelijk werd een zoon Hendrik geboren, die door hem werd opgeleid tot marineschilder.

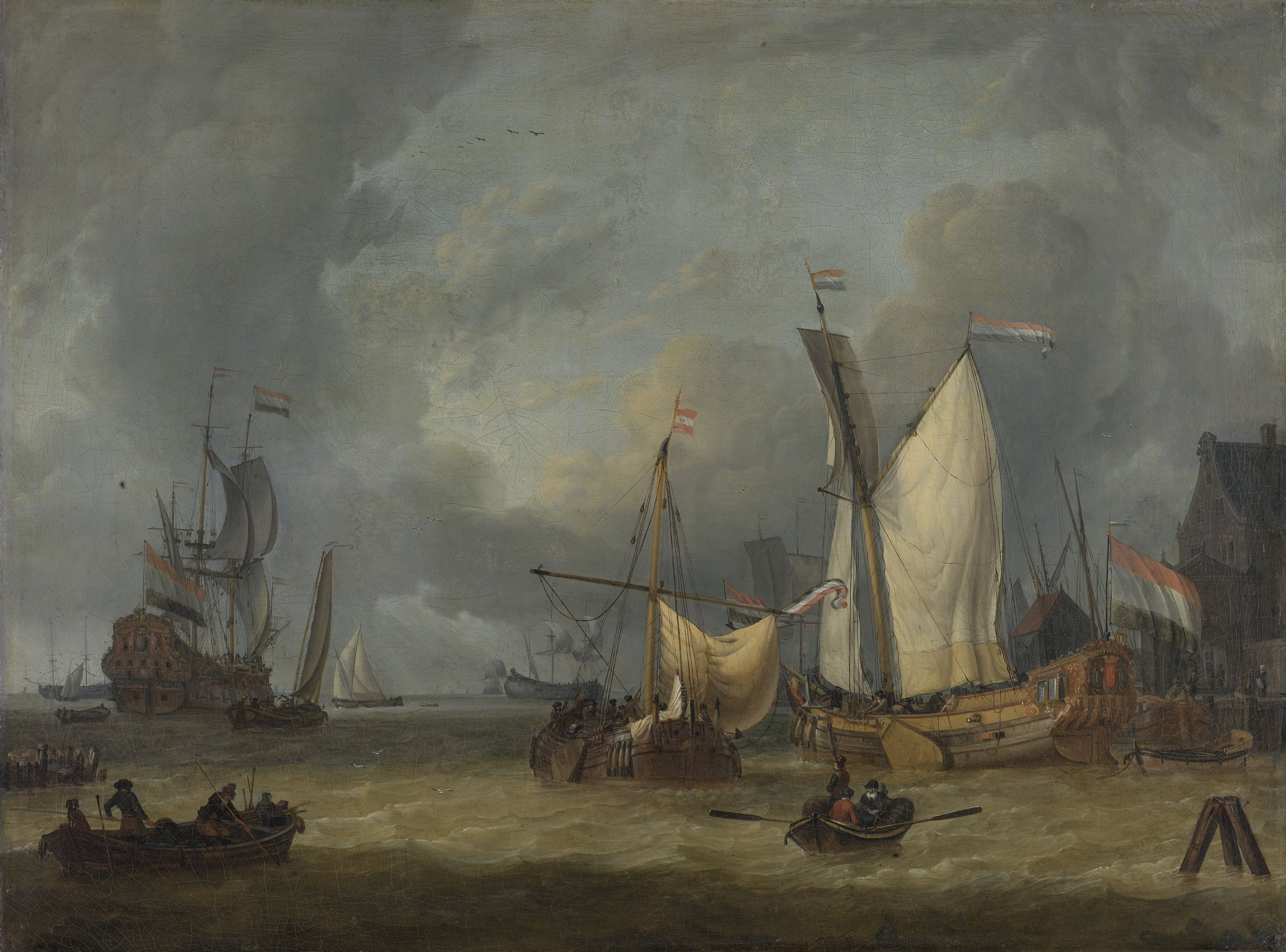
Schepen in de haven bij een stevige bries
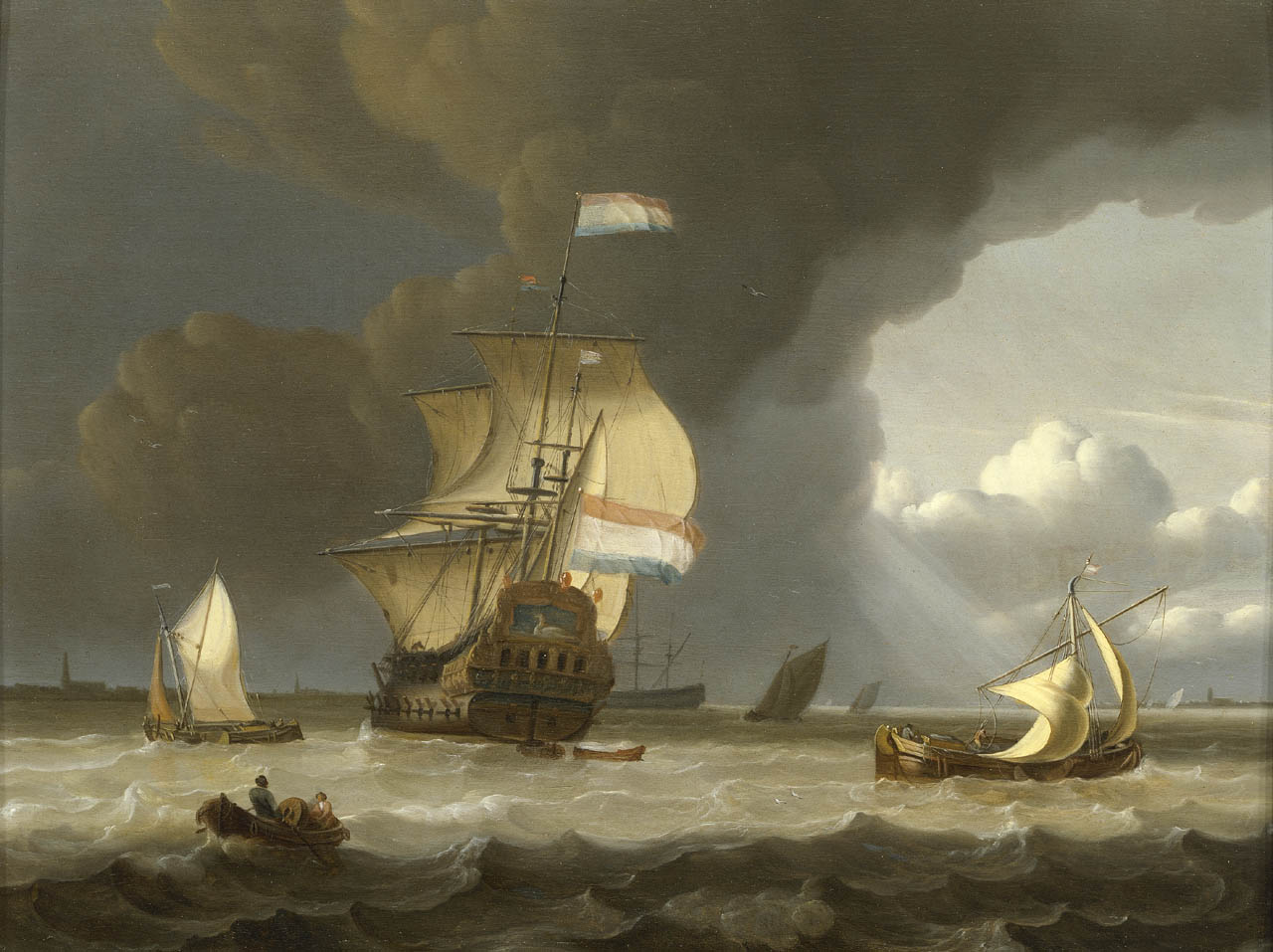
Schepen in de mond van de Schelde
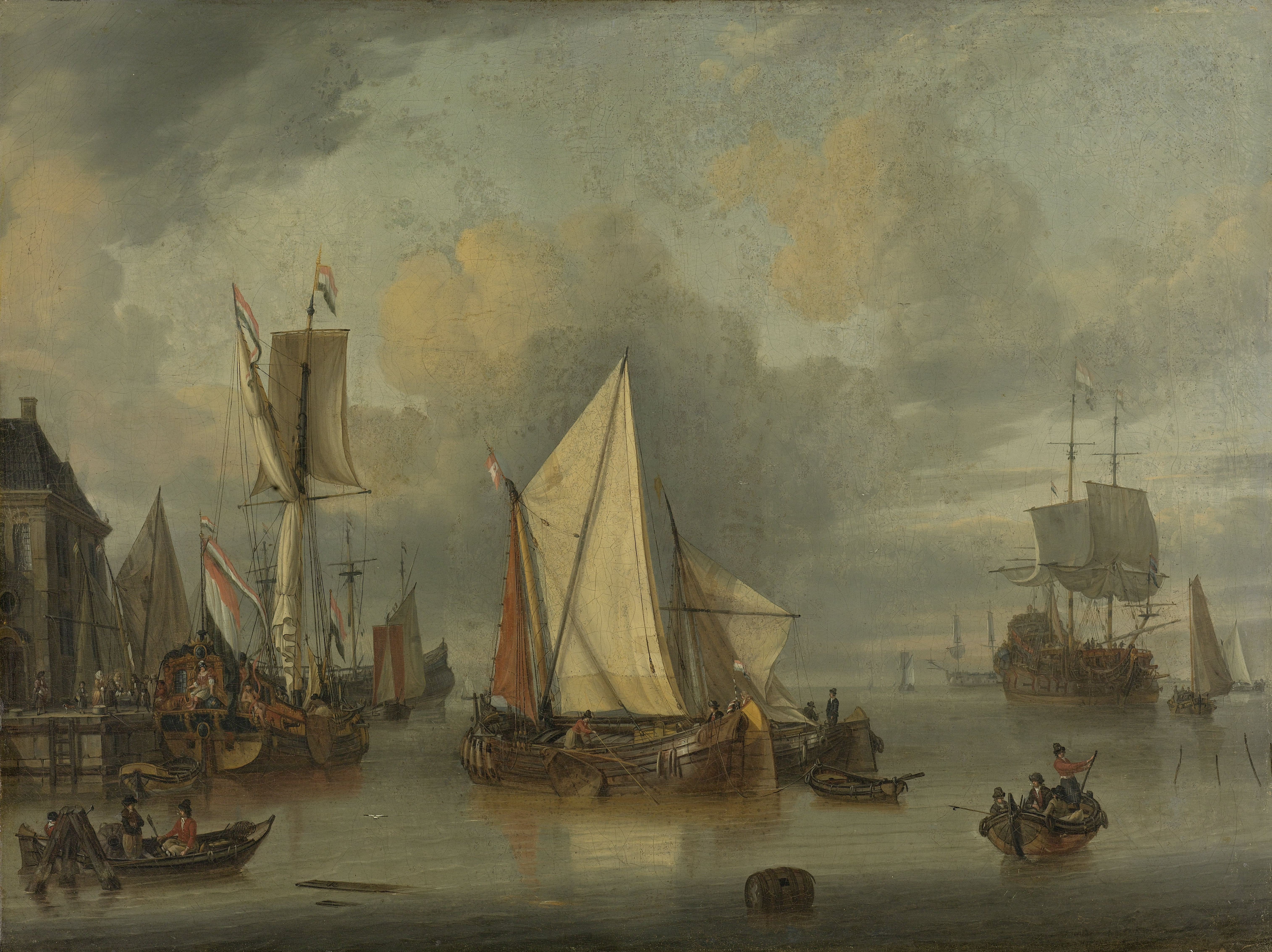
Schepen in de haven bij kalm weer

- Biografisch Portaal: 09758542
- Gemeinsame Normdatei: 134103831
- International Standard Name Identifier: 0000 0000 6688 6212
- KulturNav: d25bf8ad-6e44-4edd-8737-9eba22bfcd67
- Nederlandse Thesaurus van Auteursnamen: 099891204
- RKD-Nederlands Instituut voor Kunstgeschiedenis: 66874
- Union List of Artist Names: 500009991
- Virtual International Authority File: 67675072
- WorldCat: E39PBJbCJKXwRqvyHqMDRkXPQq